# خطيئة أخيرة (مسلسل)
خطيئة أخيرة هو مسلسل تلفزيوني لبناني سوري مشترك عُرض في عام 2025 على منصة يانغو بلاي، من بطولة سامر إسماعيل، عمار شلق، ريمي عقل، كارلوس عازار، رشا بلال، رولا بقسماتي، إيلي متري، من تأليف نور شيشكلي، ومن إخراج طارق رزق.

## قصة المسلسل
يتسلل هشام إلى إمبراطورية تاجر مخدرات بحثًا عن شقيقته المفقودة، متخفيًا وراء ولاء مزيف. لكن حين يقع في حب كارما، الابنة المتمردة التي تواجه والدها، تنفجر دوامة من الحب والانتقام والأسرار التي تهدد الجميع بالهلاك.

## الممثلون
- سامر إسماعيل في دور هشام [4]
- عمار شلق في دور صافي [4]
- ريمي عقل في دور كارما [4]
- كارول عبود في دور فتون[4]
- كارلوس عازار في دور أسامة[4]
- رشا بلال في دور روبي[4]
- ريام كفارنة في دور وجدان[4]
- هافال حمدي في دور حازم[4]
- دوجانا عيسى في دور رهف[4]
- رولا بقسماتي في دور جمانة[4]

## وصلات خارجية
- خطيئة أخيرة على موقع قاعدة بيانات الأفلام العربية
- خطيئة أخيرة على موقع قاعدة بيانات الفيلم (الإنجليزية)